# Infante de Espanha
Infante de Espanha é um título nobiliárquico dado aos filhos do Rei de Espanha e do Príncipe Herdeiro, o Príncipe das Astúrias. Diferente de outras monarquias, na Espanha só tem a dignidade de "Príncipe" o herdeiro da Coroa, recebendo o título de Príncipe das Astúrias e outros títulos tradicionalmente ligados ao sucessor. Os restantes filhos dos reis de Espanha e dos príncipes das Astúrias recebem o título de Infante.
Além disso, a legislação permite que o rei da Espanha conceda tal título, a seu critério e sem exceção, a pessoas dignas de tal mérito, o título Sua Alteza, Infante ou Dom, sem exceção de género.

## História
Nas monarquias espanholas medievais, tanto Castela, Navarra ou Aragão, todos os filhos e filhas dos reis, incluindo o primogénito, receberam o título em criança. No entanto, no final do século XIV, João I de Castela, filho e sucessor de Henrique II de Castela, para casar o seu neto mais velho, o infante Henrique - futuro Henrique III - com Constança de Lencastre, neta de Pedro I de Castela, criou o título de Príncipe das Astúrias para a jovem, que foi adjudicado ao herdeiro da Coroa, independentemente do seu sexo. Ao nascimento, o primogénito dos reis e seus irmãos nasciam infantes, mas na altura foram desigandos como herdeiros pelas Cortes quando se tornaram príncipes das Astúrias.

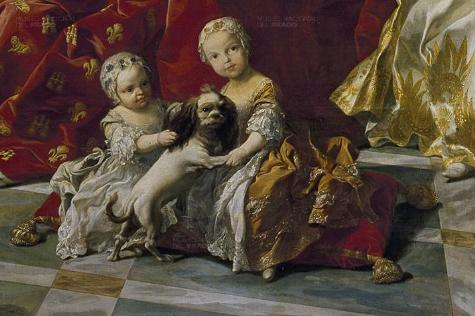
Maria Isabel de Nápoles e Sicília e a infanta Isabel de Parma

O mesmo aconteceu em Navarra, quando Carlos III criou para o seu neto, o infante Carlos, filho da sua filha Blanca e do futuro João II de Aragão, o título de Príncipe de Viana, com a ideia de que o título continuasse a ser dado aos herdeiros da Coroa de Navarra. Mas quando Navarra foi conquistada por Fernando, o Católico, em 1512, o título do herdeiro de Navarra foi assumido pelo herdeiro de Castela e Aragão, embora Alberto, durante o exílio, continuasse a usar o título para os seus herdeiros.

## Regulamento
O regulamento do título está expresso no Decreto Real 1368/1987, de 6 de Novembro, no regime de títulos, honras e tratamentos da família real e dos regentes. Diz o seguinte:
1.º - Os filhos do rei terão o estatuto de príncipe ou princesa das Astúrias e os filhos do príncipe ou princesa de Espanha receberão o tratamento real. (Os seus consortes, ou enquanto estiver viúvo, tem tratamento e honras do rei por meio de graça, concedido por força dos poderes que lhe são atribuídos pela alínea f) do artigo 62.º da Constituição.
2.º - O rei pode também agraciar com a dignidade de Infante, Dom, Alteza ou outro tratamento, às pessoas que consider dignas desta concessão por parte da existência de circunstâncias excepcionais.
3.º - Fora das disposições da presente secção e da anterior, e salvo o disposto no artigo 5.º para os membros da Regência, qualquer pessoa pode receber:
a) Ter o título de príncipe ou princesa das Astúrias, ou ostentar qualquer outros títulos tradicionalmente associados ao sucessor da Coroa de Espanha.
b) Ter o título de Infante de Espanha.
c) Receber tratamento e honras que correspondem à dignidade da pessoa acima descrita nas alíneas a) e b)

## Infantes de Espanha
Com base no exposto, e em conformidade com as leis da Espanha, os membros do sexo masculino da Casa Real Espanhola que portaram historicamente o título de Infante são:
| Infante(a) | Infante(a)          | Nascimento                                     | Relação com o monarca   | Direito    | Títulos                                                                   |
| ---------- | ------------------- | ---------------------------------------------- | ----------------------- | ---------- | ------------------------------------------------------------------------- |
|            | Carlos              | 15 de setembro de 1607 Madrid, Espanha         | Filho de Filipe III     | Nascimento |                                                                           |
|            | Fernando            | 24 de maio de 1610 El Escorial, Espanha        | Filho de Filipe III     | Nascimento | Cardeal de Santa Maria no Pórtico                                         |
|            | Filipe              | 15 de março de 1720 Madrid, Espanha            | Filho de Filipe V       | Nascimento | Duque de Parma (1748-1765)                                                |
|            | Luís Antônio        | 25 de julho de 1727 Madrid, Espanha            | Filho de Filipe V       | Nascimento | Cardeal de Santa Maria da Scala (1735-1754) Conde de Chinchón (1761-1785) |
|            | Filipe Antônio      | 13 de junho de 1747 Portici, Nápoles           | Sobrinho de Fernando VI | Nascimento | Duque de Calábria (1747-1777)                                             |
|            | Fernando            | 12 de janeiro de 1751 Nápoles, Nápoles         | Sobrinho de Fernando VI | Nascimento | Rei das Duas Sicílias (1816-1825)                                         |
|            | Gabriel             | 12 de maio de 1752 Portici, Nápoles            | Sobrinho de Fernando VI | Nascimento | —                                                                         |
|            | Francisco Xavier    | 15 de fevereiro de 1757 Portici, Nápoles       | Sobrinho de Fernando VI | Nascimento | —                                                                         |
|            | Carlos Maria Isidro | 29 de março de 1788 Aranjuez, Espanha          | Neto de Carlos III      | Nascimento | Conde de Molina (1788-1855)                                               |
|            | Francisco de Paula  | 10 de março de 1794 Aranjuez, Espanha          | Neto de Carlos III      | Nascimento | —                                                                         |
|            | Jaime               | 23 de junho de 1908 Santo Ildefonso, Espanha   | Filho de Afonso XIII    | Nascimento | Duque de Segóvia (1933-1975)                                              |
|            | João                | 20 de junho de 1913 Santo Ildefonso, Espanha   | Filho de Afonso XIII    | Nascimento | Conde de Barcelona (1941-1975)                                            |
|            | Gonçalo             | 24 de outubro de 1914 Santo Ildefonso, Espanha | Filho de Afonso XIII    | Nascimento | —                                                                         |

## Infantas de Espanha
Com base no exposto, e em conformidade com as leis da Espanha, os membros do sexo feminino da Casa Real Espanhola que portaram historicamente o título de Infanta são:
| Infante(a)                    | Infante(a)           | Nascimento                                  | Relação com o monarca | Direito    | Títulos                                                                             |
| ----------------------------- | -------------------- | ------------------------------------------- | --------------------- | ---------- | ----------------------------------------------------------------------------------- |
|                               | Isabel Clara Eugênia | 12 de agosto de 1566 Segóvia, Espanha       | Filha de Filipe II    | Nascimento | Condessa Palatina da Borgonha (1598-1621) Governadora dos Países Baixos (1621-1633) |
|                               | Catarina Micaela     | 10 de outubro de 1567 Madrid, Espanha       | Filha de Filipe II    | Nascimento | Duquesa de Saboia (1585-1597)                                                       |
|                               | Ana                  | 22 de setembro de 1601 Valladolid, Espanha  | Filha de Filipe III   | Nascimento | Rainha Consorte de França (1615-1643)                                               |
|                               | Maria Ana            | 18 de agosto de 1606 El Escorial, Espanha   | Filha de Filipe III   | Nascimento | Imperatriz Romano-Germânica (1637-1646)                                             |
|                               | Maria Teresa         | 10 de setembro de 1638 El Escorial, Espanha | Filha de Filipe IV    | Nascimento | Rainha Consorte de França (1660-1683)                                               |
| Margarida Teresa de Habsburgo | Margarida Teresa     | 12 de julho de 1651 Madrid, Espanha         | Filha de Filipe IV    | Nascimento | Imperatriz Romano-Germânica (1685-1688)                                             |
| Mariana Vitória               | Mariana Vitória      | 31 de março de 1718 Madrid, Espanha         | Filha de Filipe V     | Nascimento | Rainha Consorte de Portugal (1750-1777)                                             |
| Mariana Teresa Rafaela        | Maria Teresa Rafaela | 11 de junho de 1726 Madrid, Espanha         | Filha de Filipe V     | Nascimento | Delfina da França (1745-1746)                                                       |
| Mariana Antônia               | Maria Antônia        | 17 de novembro de 1729 Sevilha, Espanha     | Filha de Filipe V     | Nascimento | Rainha Consorte da Sardenha (1773-1785)                                             |
|                               | Margarida            | 6 de março de 1939 Roma, Itália             | Irmã de Juan Carlos   | Nascimento | Duquesa de Sória (1979-) Duquesa de Hernani (1979-)                                 |
|                               | Elena                | 20 de dezembro de 1963 · Madrid, Espanha    | Filha de Juan Carlos  | Nascimento | Duquesa de Lugo (1995-)                                                             |
|                               | Cristina             | 13 de junho de 1965 · Madrid, Espanha       | Filha de Juan Carlos  | Nascimento | Duquesa de Palma de Mallorca (1997-2015)                                            |
|                               | Sofia                | 29 de abril de 2007 · Madrid, Espanha       | Neta de Juan Carlos   | Nascimento |                                                                                     |